# Goussino
Goussino (russe : Гусино) est un village du raïon de Krasninsky de l'oblast de Smolensk, en Russie, situé à 20 kilomètres au nord du centre administratif du district de Krasny et à proximité des routes M1 ("Biélorussie") et R135.
La population en 2007 est de 3 252 personnes sur une superficie de 5,55 km2.

## Géographie
Il y a une gare sur la ligne Moscou - Minsk. Le village est le centre administratif de la colonie rurale Goussinsky.
L'économie locale est centrée sur la foresterie et la production de tourbe, de bois et de tuyaux de drainage.
L'indicatif téléphonique est le +7 48145, le code postal est le 216117.

## Histoire
À la veille de la Seconde Guerre mondiale, l'importante communauté juive locale compte environ 600 membres, soit plus de la moitié de la population totale. Les Allemands occupent le village en juillet 1941, certains juifs auraient réussi à s'échapper vers l'est avant cela. Les Juifs restés dans la ville, 270 à 200 personnes, sont concentrés dans un ghetto le 28 juillet 1941 et sont contraints au travail forcé. En septembre et octobre 1941, un certain nombre de Juifs ont été assassinés dans le village. Le 6 février 1942, les 280 Juifs restants du ghetto ont été assassinés lors d'une exécution de masse.